# Molorchus sidus
Molorchus sidus là một loài bọ cánh cứng trong họ Cerambycidae.